# Antoine Détourné

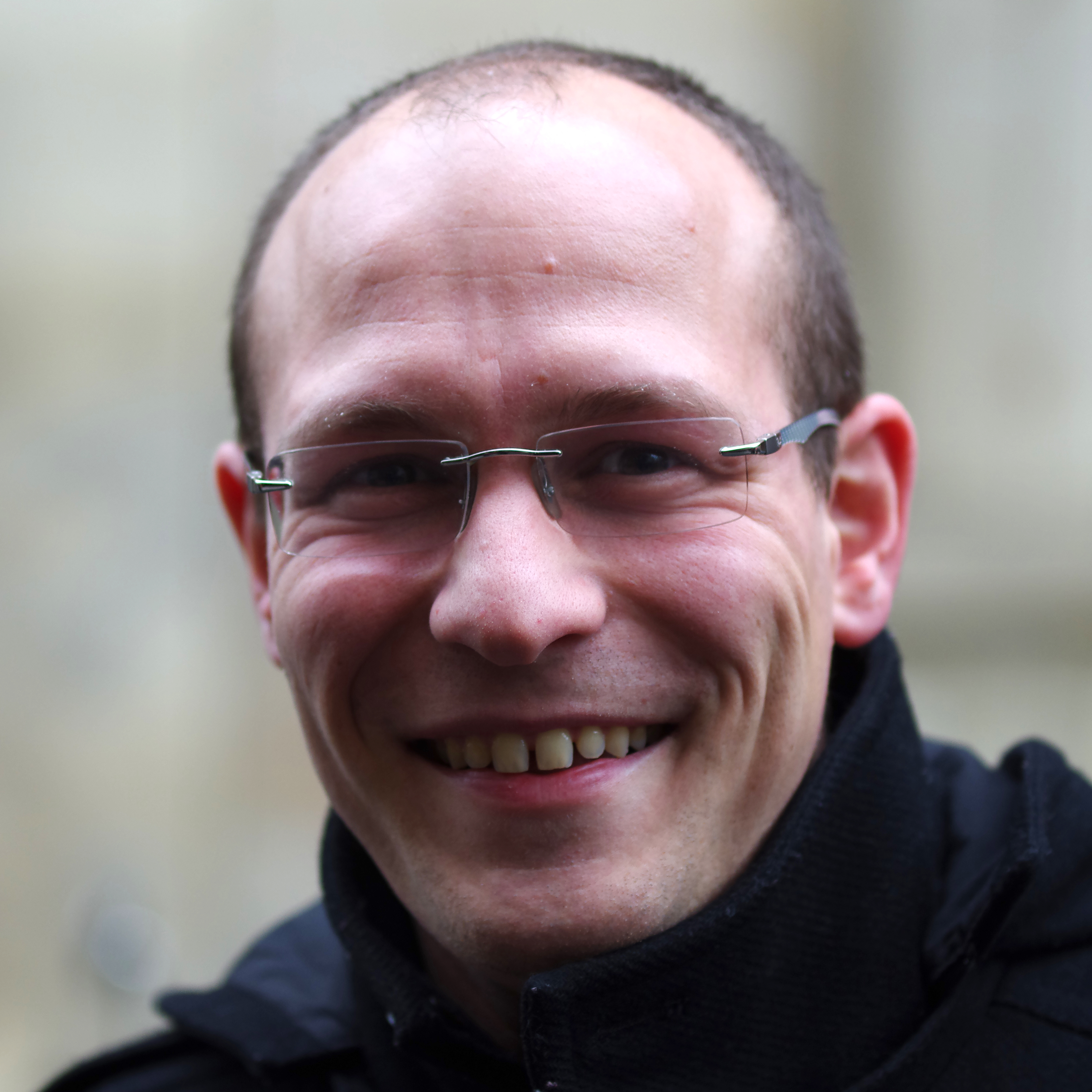

Antoine Détourné(*1982, en Tincques, Francia) es el presidente del Movimiento de los Jóvenes Socialistas de Francia. Sucedió a Razzy Hammadi en noviembre de 2007, en el VIII Congreso del MJS en Burdeos - Saint-Médard-en-Jalles. Fue elegido por el 95.2% de los votos
Después de la pérdida electoral socialista en la primera vuelta de las elecciones presidenciales de 2002, y la llegada de Jean Marie Le Pen a la segunda vuelta, Detourné adhiere al "PS, al MJS y a la UNEF".
En 2005, se convierte en secretario nacional del MJS. En las primeras elecciones internas del PS en la cual Détourné participó, para elegir el candidato a las elecciones presidenciales de 2007, votó por Laurent Fabius. Después de haber sido miembro de Reformas, es hoy uno de los responsables de Transformar a la Izquierda.